# Consejo Mundial del Viaje y el Turismo
El Consejo Mundial de Viajes y Turismo (en inglés: World Travel and Tourism Council) es un foro para la industria del viaje y del turismo. Está formado por miembros de esta comunidad empresarial a nivel mundial y trabaja con los gobiernos para crear conciencia sobre la industria de los viajes y el turismo. Es conocido por ser el único foro que representa al sector privado en todas las partes de la industria a nivel mundial. Sus actividades incluyen la investigación del impacto económico y social de la industria y la organización de reuniones globales y regionales centradas en el desarrollo de esta industria.

## Historia
Comenzó en la década de 1980 con un grupo de ejecutivos liderados por el antiguo CEO de American Express, James D. Robinson III. El grupo fue formado para hablar de la industria de los viajes y el turismo y por la necesidad de más datos sobre la importancia de este sector, que algunos consideraban una industria no esencial. Las conversaciones llevaron a la primera reunión en París, Francia, en 1989. En la primera reunión dio un discurso el antiguo Secretario de Estado de Estados Unidos, Henry Kissinger, que sugirió que la industria de los viajes y el turismo no estaba ampliamente reconocida debido a que no había tenido ninguna organización ni estructura. El Consejo Mundial del Viaje y del Turismo fue fundado oficialmente en 1990.
La primera reunión general anual tuvo lugar en Washington D. C. en 1991. Entonces el Consejo estaba compuesto por 32 miembros. Estos primeros miembros estaban de acuerdo en la necesidad de un esfuerzo común para crear conciencia de la contribución económica realizada por la industria de los viajes y del turismo. Los miembros fundadores proveyeron de inversión y soporte para producir datos económicos que pudieran demostrar la importancia de la industria. Compartieron el interés de garantizar un mayor interés por parte de los gobiernos y los encargados de formular políticas para garantizar el éxito de los viajes y el turismo.
Robert H. Burns asumió el cargo de presidente del Consejo en 1993, momento en el que había 68 miembros. Comenzó a publicar información sobre el impacto del turismo al mismo tiempo, trabajando con Wharton Econometric Forecasting Associates para recabar los datos. El Consejo creó un grupo conocido como la Cuenta Satélite del Turismo (en inglés Tourism Satellite Account, TSA) para compilar y publicar los datos. La TSA fue reconocida como por la Comisión Estadística de las Naciones Unidas en 1999. En la década de 1990, el Consejo expandió sus actividades para incluir la educación y el entrenamiento, la liberalización del transporte aéreo, los impuestos y el desarrollo sostenible. Las nuevas actividades llevaron a la creación del Centro Mundial de Recursos Humanos del Viaje y el Turismo (World Travel & Tourism Human Resources Centre) en Vancouver, Canadá, y del Centro Mundial de la Política de Impuestos del Viaje y el Turismo (World Travel & Tourism Taxation Policy Centre) en Estados Unidos.
En 1997, el Consejo organizó la primera Cumbre Global del Viaje y el Turismo en Vilamoura, Portugal. La organización pasó a tener 100 miembros el mismo año. Se realizaron dos cumbres más en Vilamoura en el 2000 y 2003, que fueron seguidas por reuniones anuales en varios lugares.
En 2013, el Consejo creó la Iniciativa de Medición Hotel Carbon en colaboración con la Asociación Internacional del Turismo (International Tourism Partnership).

## Organización y miembros
La sede central del Consejo está en Londres. El personal está dirigido por el presidente y CEO del Consejo. Hay siete directores para las diferentes secciones de la organización. Los miembros son ejecutivos jefes, presidentes o encargados de compañías de diferentes sectores y regiones relacionados con la industria de los viajes y del turismo. El Consejo tiene dos tipos de miembros: los miembros mundiales y los regionales. También hay una categoría para compañías que proveen de servicios a la industria, referidos como la Asociación Industrial.

## Presidentes
- 1990 - 2001: Geoffrey Lipman[9]
- 2001 - 2010: Jean-Claude Baumgarten[10]
- 2010 - 2017: David P. Scowsill[11][12]
- 2017 - actualidad: Gloria Guevara Manzo[13]

## Actividades

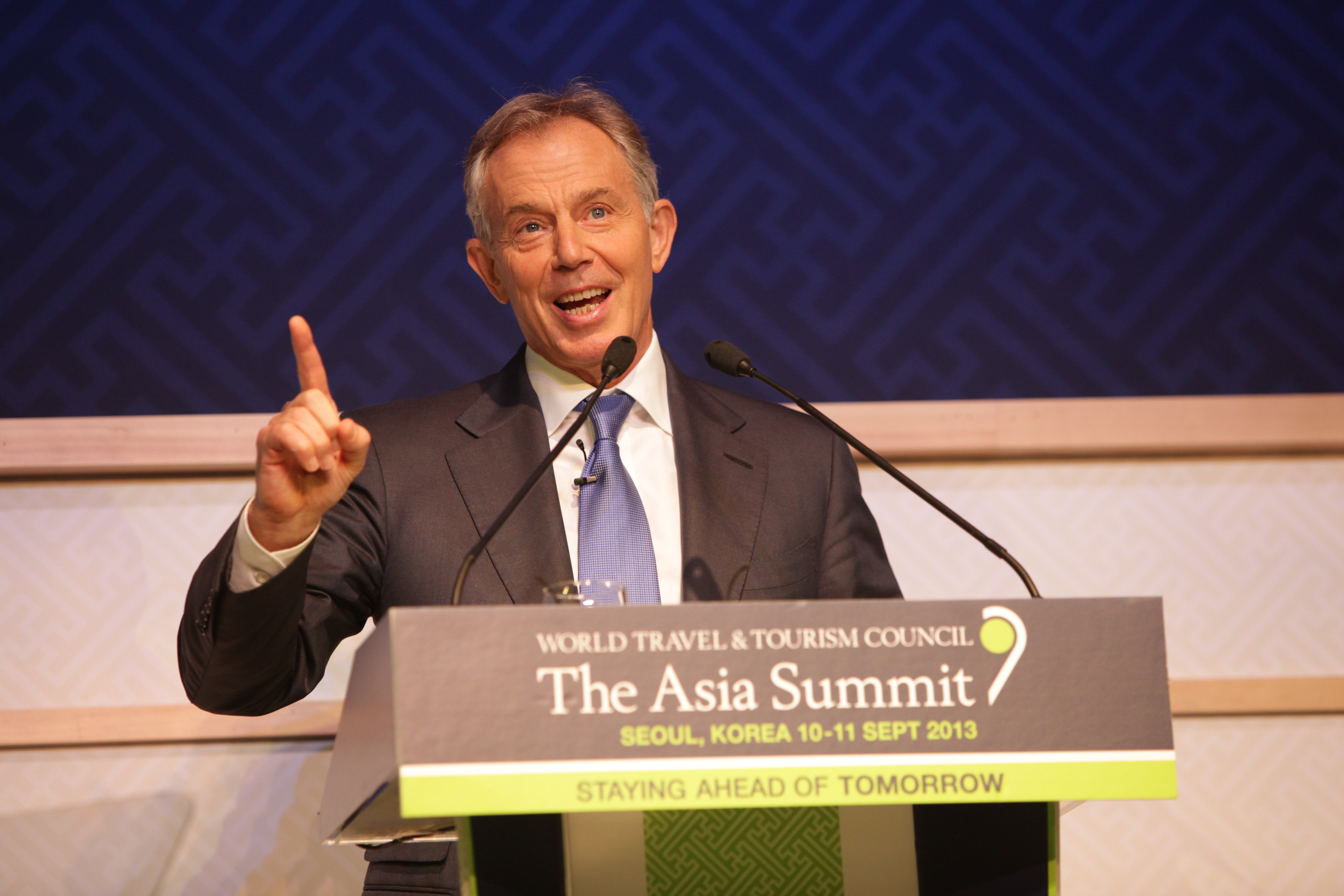
Tony Blair hablando en la reunión del Consejo Mundial del Viaje y el Turismo de Asia en Corea del Sur en 2013.

### Investigación
El Consejo elabora y publica investigaciones con el Boletín de Economía y Estadística de Oxford sobre el impacto económico y social de la industria del turismo y los viajes. El consejo elabora Informes de Impacto Económico del Viaje y el Turismo. Esto incluye un informe mundial, 24 regionales y 184 de países. Los informes calculan el impacto económico directo, el empleo indirecto, las inversiones y la exportación. Usando modelos basados  Cuenta Satélite del Turismo, el consejo informa de pronósticos de un año y diez años para esto. Estas investigaciones son usadas por publicaciones como Forbes y Bloomberg News. También proporciona indicadores de países en su Informe del Viaje y Competitividad Turística, publicado por el Foro Económico Mundial, y que elabora un escalafón de países según un índice de competitividad del viaje y el turismo.

### Cumbres
El Consejo organiza una cumbre mundial cada año, normalmente en abril, y cumbres regionales.

## Premios
Un jurado internacional compuesto sobre todo por miembros de este Consejo otorga los Premios Mundiales del Viaje.
En 2004, el Consejo Mundial del Viaje y el Turismo se hizo cargo de los Premios Turismo para el Mañana. Estos premios fueron creados inicialmente por la Federación de Operadores Turísticos en 1989 y asumidos por British Airways en 1992. Los Premios Turismo para el Mañana se otorgan en varias categorías para alentar y reconocer la evolución del turismo sostenible.